# Distroff
 Distroff  es una población y comuna francesa, en la región de Lorena, departamento de Mosela, en el distrito de Thionville-Est y cantón de Metzervisse.

## Demografía
| 1068 | 1016 | 1346 | 1436 | 1421 | 1481 |
| Para los censos de 1962 a 1999 la población legal corresponde a la población sin duplicidades (Fuente: INSEE [Consultar]) |      |      |      |      |      |